# Hell in a Cell 2016
Hell in a Cell 2016 è stata l'ottava edizione dell'omonimo evento in pay-per-view di wrestling prodotto dalla WWE. L'evento, appartenente al roster di Raw, si è svolto il 30 ottobre 2016 al TD Garden di Boston, Massachusetts.

## Storyline
Il 25 settembre, a Clash of Champions, Roman Reigns ha sconfitto Rusev, conquistando lo United States Championship. La notte seguente, a Raw, il match titolato tra i due è terminato in doppio count-out. Nella puntata di Raw del 3 ottobre Lana, la manager di Rusev, ha pretesto un match titolato tra il suo assistito e Roman Reigns e questi, dopo aver respinto il bulgaro, ha accettato, proponendo un Hell in a Cell match per il titolo degli Stati Uniti a Hell in a Cell; per la prima volta, inoltre, lo United States Championship è stato difeso in un Hell in a Cell match.
A Clash of Champions, Kevin Owens ha sconfitto Seth Rollins mantenendo l'Universal Championship. Per Hell in a Cell è stato sancito un match titolato tra i due ma, per evitare interferenze, il General Manager Mick Foley e Stephanie McMahon hanno annunciato nella puntata di Raw del 10 ottobre che i due si affronteranno in un Hell in a Cell match.
A Clash of Champions, Charlotte ha difeso con successo il Raw Women's Championship contro Bayley e Sasha Banks. Nella puntata di Raw del 3 ottobre Sasha ha riconquistato il titolo sconfiggendo Charlotte. Nella puntata di Raw del 10 ottobre, dopo l'annuncio di un nuovo match titolato tra le due, Sasha Banks ha sfidato Charlotte ad un Hell in a Cell match e questa ha accettato. Sarà la prima volta storica in cui due lottatrici si affronteranno in questa stipulazione.
A Clash of Champions, TJ Perkins ha sconfitto The Brian Kendrick mantenendo così il Cruiserweight Championship. Una settimana dopo, il 3 ottobre a Raw, Kendrick ha sconfitto Perkins in un match non titolato. Una rivincita titolata tra Perkins e Kendrick è stata annunciata per Hell in a Cell.
A Clash of Champions, il Best-of-Seven Series tra Cesaro e Sheamus è terminato sul punteggio di 3-3. La sera dopo, a Raw, Mick Foley ha unito i due avversari in un tag team e li ha convinti ad affrontare il New Day (Big E, Kofi Kingston e Xavier Woods), detentori del Raw Tag Team Championship. Il 10 ottobre è stato dunque annunciato un match titolato tra il New Day e Cesaro e Sheamus.
Il 17 ottobre a Raw Dana Brooke ha sconfitto Bayley in un Arm wrestling contest. Il 26 ottobre è stato annunciato un match tra le due per Hell in a Cell.
Nella puntata di Raw del 10 ottobre Luke Gallows e Karl Anderson hanno attaccato Enzo Amore e Big Cass. La settimana dopo Big Cass ha sconfitto Karl Anderson a Raw e il 24 ottobre è stato annunciato un match tra i due tag team a Hell in a Cell.
Il 26 ottobre è stato annunciato un Six-man Tag Team match per il Kick-off dell'evento, ossia Cedric Alexander, Lince Dorado e Sin Cara contro Ariya Daivari, Drew Gulak e Tony Nese.

## Risultati
| #       | Incontri                                                                                        | Stipulazioni                                               | Durata |
| ------- | ----------------------------------------------------------------------------------------------- | ---------------------------------------------------------- | ------ |
| Kickoff | Cedric Alexander, Lince Dorado e Sin Cara hanno sconfitto Ariya Daivari, Drew Gulak e Tony Nese | Six-man tag team match                                     | 09:45  |
| 1       | Roman Reigns (c) ha sconfitto Rusev                                                             | Hell in a cell match per il WWE United States Championship | 24:35  |
| 2       | Bayley ha sconfitto Dana Brooke                                                                 | Single match                                               | 06:30  |
| 3       | Karl Anderson e Luke Gallows hanno sconfitto Enzo Amore e Big Cass                              | Tag team match                                             | 06:45  |
| 4       | Kevin Owens (c) ha sconfitto Seth Rollins                                                       | Hell in a cell match per il WWE Universal Championship     | 23:15  |
| 5       | Brian Kendrick ha sconfitto TJ Perkins (c) per sottomissione                                    | Single match per il WWE Cruiserweight Championship         | 10:35  |
| 6       | Cesaro e Sheamus hanno sconfitto il New Day (c) per squalifica                                  | Tag team match per il WWE Raw Tag Team Championship        | 11:15  |
| 7       | Charlotte ha sconfitto Sasha Banks (c)                                                          | Hell in a cell match per il WWE Raw Women's Championship   | 22:25  |